# نارو-فومینسک
شهر نارو-فومینسک (به روسی: Наро-Фоминск) در کشور روسیه و در اوبلاست مسکو واقع شده‌است. این شهر در جوار رود نارا و در ۷۰ کیلومتری (۴۳ مایلی) جنوب غربی مسکو قرار دارد.